# Island i olympiska sommarspelen 1960
Island deltog i de olympiska sommarspelen 1960 i Rom med en trupp bestående av nio deltagare, men ingen av landets deltagare erövrade någon medalj.